# Дудко Катерина Анатоліївна
Катерина Анатоліївна Дудко (біл. Кацярына Анатолеўна Дудко; нар. 18 жовтня 1991, с. Макари, Мостівський район, Гродненська область, Білорусь) — білоруська футболістка, нападниця гродненського «Німана», тренерка.

## Життєпис
Вихованка СДЮШОР «Белкард» (Гродно), за яку виступала з 2006 по 2008 рік. З 2009 року виступає за «Белкард» (Гродно). Дворазова бронзова призерка чемпіонату Білорусі (2019, 2020). З 2021 року — тренерка-гравчиня клубу.

## Досягнення
- Чемпіонат Білорусі
  -  Бронзовий призер (2): 2019, 2020